# Pult centralizované ochrany
Pult centralizované ochrany neboli PCO je koncové zařízení při dálkové ochraně hlídaného objektu. PCO se napojuje na elektronické zabezpečovací signalizace (EZS) a elektrické požární signalizace (EPS). Pult sbírá a zobrazuje data z čidel obou systémů. Až operátor v centru firmy, která poskytuje PCO, vyhodnocuje bezpečnost ve hlídaném objektu při posouzení vizualizovaných dat. Některé firmy označují jako PCO veškeré služby spojené s provozováním koncového zařízení ochrany objektu.

## Informace se musí dostat do PCO aneb Input
Komunikace mezi pultem a jednotlivými signalizačními systémy funguje při použití různých technologií. Technické komunikační prostředky se liší svojí úrovní zabezpečení, cenou, rychlostí a spolehlivostí přenosu. Nejčastěji se pro spojení s dispečinkovým centrem vlastníka PCO využívají telefonní linky, GSM sítě telefonních operátorů, internetové spojení nebo soukromé rádiové spojení.

### Srovnání jednotlivých druhů spojení PCO s objektovými senzory
| Typ komunikace           | Bezpečnost | Cena    | Rychlost | Spolehlivost |
| ------------------------ | ---------- | ------- | -------- | ------------ |
| Telefonní linka          | nízká      | nízká   | nízká    | nízká        |
| GSM síť                  | vysoká     | nízká   | nízká    | střední      |
| Internetové spojení      | nízká      | střední | vysoká   | nízká        |
| Soukromé rádiové spojení | vysoká     | vysoká  | vysoká   | vysoká       |

Majitel střeženého objektu musí zohlednit poměr ceny PCO a jedidečnosti střeženého objektu. Jedinečnost může spočívat v architektuře nebo anatomii objektu, vnitřnímu a vnějšímu objektovému vybavení a přidané hodnoty hlídaného objektu pro jeho majitele.
Při propojení s poskytovatelem PCO pomocí telefonní linky je nutné mít zřízenou pevnou linku. Útočník může přetížit pomocí TDoS. Kompromitace komunikačného kanálu pomocí TDoS znamená přehlcení linky, aby nebylo možné zajistit pravidelné spojení mezi majitele objektu a majitelem PCO ani kontroly neodposlouchávání komunikace třetí stranou. K „testu neporušení“ trasy dochází typicky 1krát za 24 hodin.
Síť GSM je nejvyužívanější komunikační kanál mezi oběma stranami při fungování PCO. Ve srovnání s pevnou telefonní linkou nezávisí komunikace na přístupu k elektrické energii a častější kontroly případného odposlechu přenášených dat. Nevýhodou je vyšší cena, protože majitel sledovaného objektu si musí obstarat vlastní GSM vysílač v dostatečné blízkosti od objektu. Také je možné přerušit signál pomocí rušiček.
K internetovému spojení při fungování PCO se využívají protokoly VoIP a LAN. U protokolu VoIP se přenáší nešifrovaný zvuk v paketech protokolů UDP a TCP/IP. U LAN se přenáší jak zvuk, tak i obraz. Výhoda je v rychlosti přenosu informací i maximálním množství zpráv, které může jedna strana poslat skrze protokoly. Nevýhodou tohoto technikého řešení je závilost kanálu na elektřině. Ve většině případu nelze vytvořit zálohu přenášených sdělení.

## Činnost PCO
Při vyhlášení poplachu může PCO vyslat vlastní zásahovou jednotku, která v případě narušení objektu usiluje o zadržení pachatele. Zároveň zavolá policii a kontaktuje majitele objektu. V případě požárního poplachu je schopna zavolat na Hasičský záchranný sbor ČR. Vzhledem k tomu, že na pult je možné přenášet veškeré informace může PCO sloužit zároveň jako hlídač včasné otevření/uzavření obchodu, nebo příchod dítěte ze školy.

## Shrnutí
Pult centrální ochrany hlídá objekt majitele když není v dosažení, má vypnutý telefon nebo spí, tím účinně chrání jeho majetek i jeho samotného.